# قطين (جزين)
قطين  أو دير القطين هي إحدى القرى اللبنانية من قرى قضاء جزين في محافظة الجنوب.